# Kontejnerový terminál Praha-Uhříněves

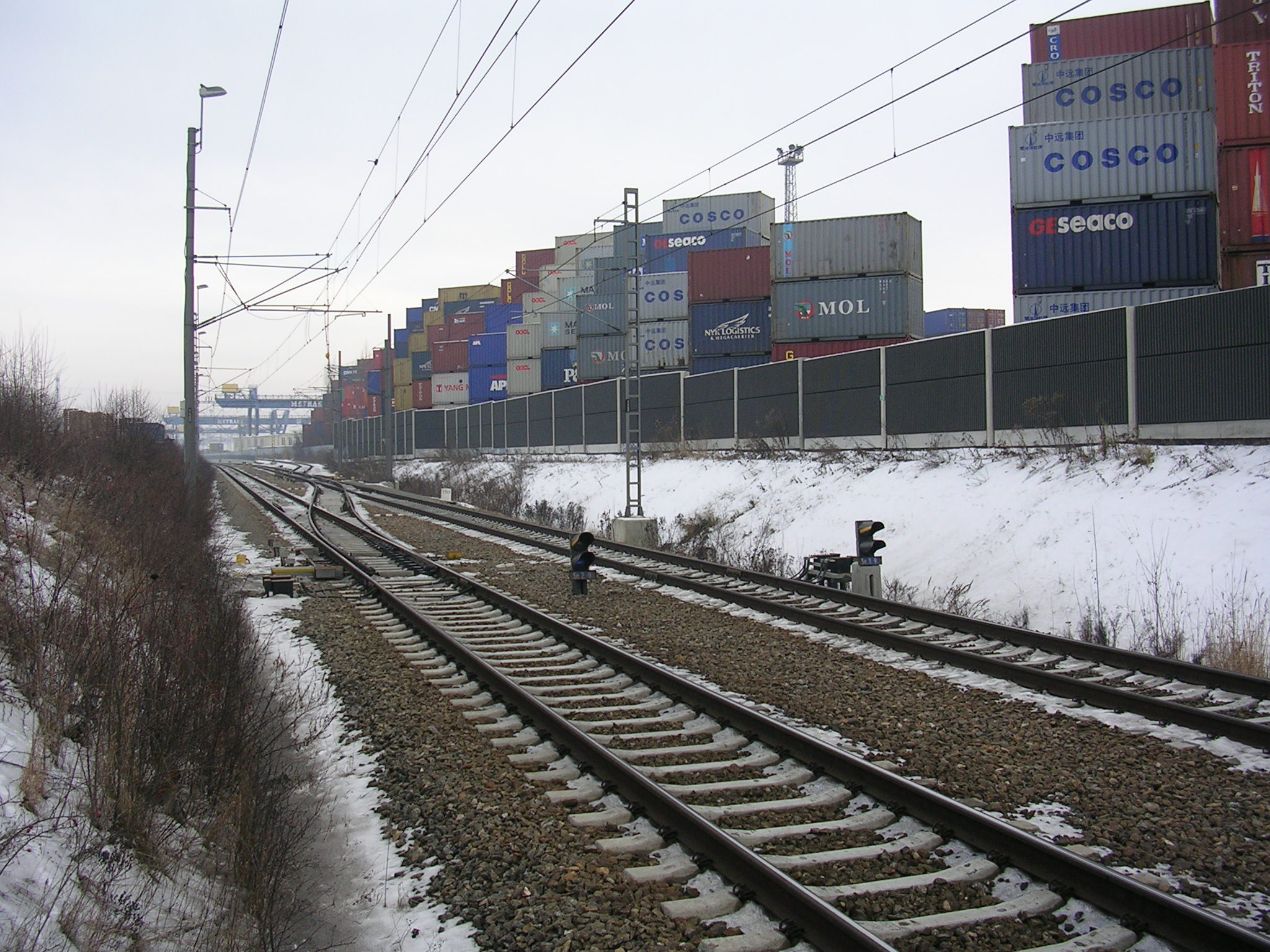
Pohled na terminál a severní odbočení vlečky od zastávky Praha-Horní Měcholupy na trati 221

Kontejnerový terminál Praha-Uhříněves slouží jako překladiště kontejnerů v železniční a kamionové dopravě. Je vlastní vlečkou napojen do dvou míst v železniční stanici Praha-Uhříněves na IV. tranzitním koridoru. Provozovatelem je inzerován jako největší kontejnerový terminál ve střední a východní Evropě. Provozovatelem je společnost METRANS a. s., jíž patří ještě menší překladiště například v Lípě nad Dřevnicí a Dunajské Stredě.

## Historie

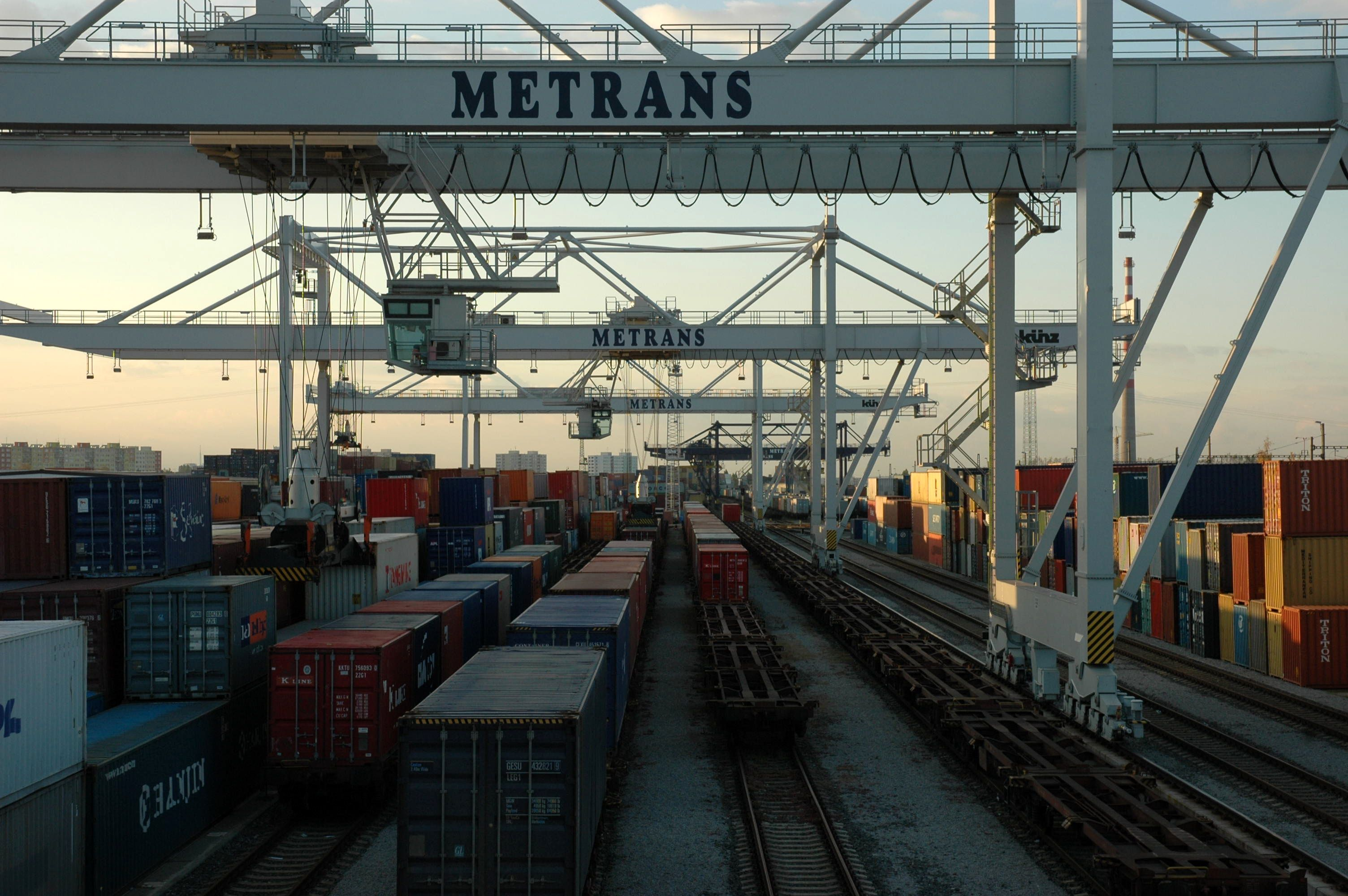
Manipulace s kontejnery pomocí portálových jeřábů

Překladiště se nachází v místech bývalého areálu Stavoservisu. Rok zprovoznění terminálu není na webu společnosti ani v jiných běžně dostupných textech uváděn.
Ještě v roce 2000 bylo toto překladiště s kapacitou 3000 TEU třetím největším v Česku, předčila jej překladiště firmy ČSKD-Intrans Brno-Horní Heršpice a Praha-Žižkov. Od té doby byla kapacita uhříněveského areálu zvýšena asi na pětinásobek a je tak jedním z největších vnitrozemských terminálů v Evropě.
V době rozvoje uhříněveského překladiště došlo prakticky ke zrušení nákladového nádraží Praha-Vršovice, se kterým ještě krátce předtím plány počítaly jako s perspektivním centrem nákladní železniční dopravy v Praze.

## Popis
Areál terminálu zaujímá 0,42 km², k tomu přísluší ještě 0,27 km² skladových prostor. Celková kapacita je 15 000 TEU, z toho 10 000 TEU ve skladu prázdných kontejnerů.
Železniční síť v areálu představuje 12 kilometrů kolejí (7 kolejí dlouhých 600 metrů překlenutých třemi portálovými jeřáby, 6 kolejí dlouhých 350 metrů překlenutých dvěma portálovými jeřáby, 2 koleje o délce 550 metrů) a umožňuje současné odbavování až 10 vlaků. Terminál provozuje 4 vlastní posunovací lokomotivy (dieselektrické řady 740). K manipulaci dále slouží 13 kolových kontejnerových překladačů (Reachstackers) značek Kalmar (zvedací výška až 5 úrovní) a Ferrari 248 (se zvedací výškou až 7 úrovní).
Železniční provoz v terminálu je nepřetržitý, kamionový provoz pouze v denních hodinách (7 – 21:30 hodin). Měsíčně se zde naloží a vyloží kolem 11 000 železničních vozů, denně sem vjíždí kolem 10 vlaků a vyjíždí rovněž kolem 10. Ucelené vlaky jezdí především v relacích do námořních přístavů Hamburk (několik vlaků denně) a Bremerhaven (několik vlaků týdně) a do překladišť v Dunajské Stredě a Lípě nad Dřevnicí (terminál Zlín), většina zbývajících vlaků jezdí mezi Uhříněvsí a nákladovým nádražím Praha-Libeň.

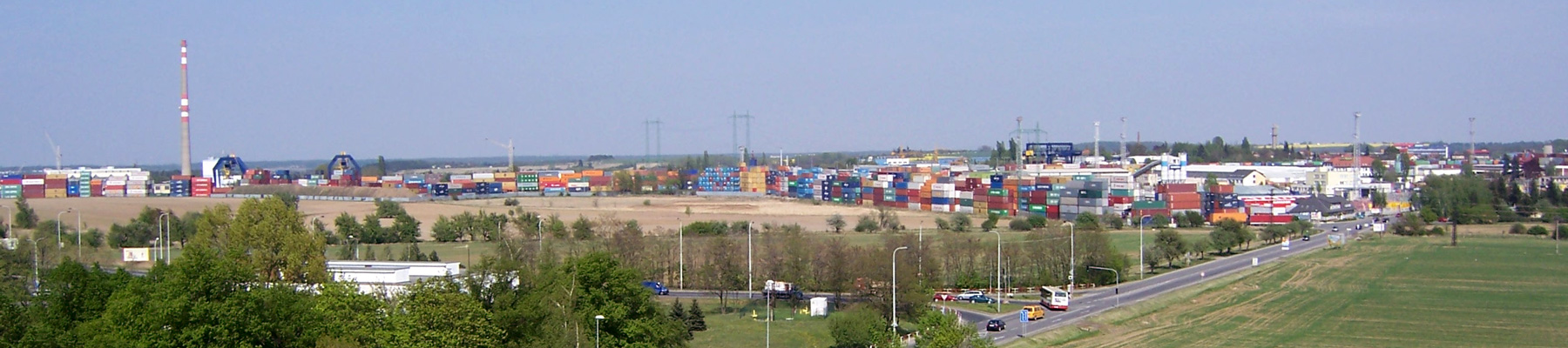
Pohled na terminál od sídliště Petrovice